# ブレッシュネイデラ・シネンシス
ブレッシュネイデラ・シネンシスはアカニア科ブレッシュネイデラ属の高木であり、同属のただ一つの種である。ブレッシュネイデラという学名はバルト・ドイツ人の中国学者にして植物学者であるエミール・ブレットシュナイダーの名をもとに命名された。

## 特徴
高さ10mから20m、直径15cmから35cmになる。 落葉性で羽状複葉を持つ。葉柄は10cmから25cm。総状花序の長さは20cmから30cmで、白から薄いピンクの左右対称の5弁花を20個以上つける。花弁の長さは2.5cm、幅1.5cm、雄蘂は8本で付け根付近に蜜腺があり、子房は3心皮で各室に胚珠が2個ある。果実は縦に裂ける蒴果で、種子はオレンジ色、直径1cm程度。カラシ油配糖体を含む。

## 分布
中国南部からベトナム北部にかけての標高500mから1500m程度の山間部で見られるが、生息地の喪失により絶滅の危機に瀕している。台湾やタイ北部にも見られる。台湾やタイの生息地は比較的近年に発見されたため、ラオスやミャンマーでも発見される可能性がある。台湾では1981年に北部の山間部で発見され、それ以降この樹木の研究が進んだ。

## 分類
分類学的にはブレッシュネイデラ属の位置づけははっきりしておらず、これまでに以下のような科と関連づけて論じられてきた。
- フウチョウソウ科・マメ科・トチノキ科・ワサビノキ科・ムクロジ科

この植物だけでブレッシュネイデラ科として分類されたこともある。またムクロジ科に含まれていたアカニアとの類縁が強いとして本属と合わせてアカニア科とする説もある。